# Achrus prodigiosus
Achrus prodigiosus är en insektsart som beskrevs av Melichar 1902. Achrus prodigiosus ingår i släktet Achrus och familjen dvärgstritar. Inga underarter finns listade i Catalogue of Life.